# Lady of Rage
Robin Yvette Allen (Farmville, Virginia, SAD, 11. lipnja 1968.), poznatija po svom umjetničkom imenu Lady of Rage je američka reperica i glumica. Najpoznatija je po svojim suradnjama na albumima Doggystyle i The Chronic, Snoop Dogga i Dr. Drea.

## Diskografija
- Necessary Roughness (1997.)
- VA to LA (2005.)
- Verbal Abuse (2011.)

## Filmografija
- The Steve Harvey Show (1996.)
- Kenan & Kel (1996.)
- Ride (1998.)
- Next Friday (2000.)

## Vanjske poveznice
- Lady of Rage na Allmusicu
- Lady of Rage na Internet Movie Databaseu